# Errinelson Pimentel
R. NELSON VIEIRA  (ERRINELSON VIEIRA PIMENTEL) Teresina, 28 de julho de 1976), é deputado estadual eleito pelo estado do Amapá, é filiado ao Partido Liberal (PL).
BIOGRAFIA
ERRINELSON VIEIRA PIMENTEL – R. NELSON
Errinelson Vieira Pimentel, conhecido como R. Nelson, é bombeiro militar da reserva, advogado e atualmente exerce o mandato de Deputado Estadual no Amapá.
Ingressou no Corpo de Bombeiros Militar do Amapá (CBMAP) em 1997 como Soldado. Em 1999, foi aprovado no Curso de Formação de Cabos, concluindo em 3º lugar. Em 2004, ingressou no Curso de Formação de Sargentos, onde terminou em 2º lugar. Ao longo da carreira militar, ascendeu até a graduação de Subtenente Combatente e ocupou os postos de 2º e 1º Tenente do Quadro de Oficiais da Administração, passando para a reserva remunerada em 2017.
Paralelamente à carreira militar, iniciou em 2005 o curso de Direito, formando-se em 2010 e sendo aprovado no Exame da OAB em 2011. Desde então, atua como advogado, com ênfase nas áreas de Direito Público, Direito do Consumidor e Direito de Família.
Na política, disputou sua primeira eleição em 2014, como candidato a Deputado Estadual, ficando como suplente. Em 2016, concorreu ao cargo de Vereador de Macapá pelo PSOL, novamente como suplente. Em 2018, candidatou-se a Deputado Estadual pelo PR (atual PL), ficando como 2º suplente, o que lhe garantiu a posse como deputado em abril de 2022. Em 2022, foi eleito Deputado Estadual pelo PL, consolidando sua atuação no parlamento estadual.

Como parlamentar, R. Nelson tem se destacado pela postura firme, independente e fiscalizadora, com forte atuação na defesa dos servidores públicos, na fiscalização dos gastos do governo, no combate à corrupção e na luta por justiça social e valorização dos trabalhadores.